# Вучји корен
Вучји корен или класаста хабулица (лат. Actaea spicata) је вишегодишња зељаста биљка из породице жабњака.

## Изглед биљке
Класаста хабулица расте до 50 центименара висине, голог стабла и неугодног мириса. Расте у мањим скупинама. Листови су перасти, дуги до 40, а широки до 30 центиметара, оштро назубљених ивица. Цвјетови се јављају у периоду маја и јуна, а појављују се на врху сабљике и у пазушцима листова, скупљени у до 10 центиметара густе класасте цватове. Плод биљке су црне, сјајне бобице пречника 5-13 милиметара испуњени бројним смеђим сјеменкама.

## Станиште
Распрострањена је на подручју Азије, Сјеверне Америке и Европе. Стабла Вучјег коријена расту на влажним мјестима, у шумама. Такође, биљка узраста и на планинским подручјима до 1900 метара надморске висине. Од свих биљака из породице жабњака, класаста хабулица је једина која расте на нашим подручјима. 

## Употреба
Класаста хабулица спада у врсту неупотребљивих и отровних биљака, а посебно отровним се сматрају бобице плода.